# Outeiro (Bragança)
Outeiro é uma povoação portuguesa sede da Freguesia de Outeiro do Município de Bragança, freguesia com 40,93 km² de área e 234 habitantes (censo de 2021), tendo, por isso, uma densidade populacional de 5,7 hab./km².

## História
Foi vila e sede de concelho entre 1514 e 1853. Designou-se em tempos Outeiro de Miranda. O concelho era constituído pelas freguesias de Milhão, Outeiro, Quintanilha, Rio Frio, Argozelo, Carção, Pinelo, Santulhão, Paçó, Paradinha do Outeiro e Veigas. Tinha, em 1801, 4 302 habitantes. Após as reformas administrativas do início do liberalismo foram-lhe anexadas as freguesias de Angueiras e Avelanoso. Tinha, em 1849, 4801 habitantes.[carece de fontes?]

## Demografia
A população registada nos censos foi:
| Distribuição da População por Grupos Etários | Distribuição da População por Grupos Etários | Distribuição da População por Grupos Etários | Distribuição da População por Grupos Etários | Distribuição da População por Grupos Etários |
| -------------------------------------------- | -------------------------------------------- | -------------------------------------------- | -------------------------------------------- | -------------------------------------------- |
| Ano                                          | 0-14 Anos                                    | 15-24 Anos                                   | 25-64 Anos                                   | > 65 Anos                                    |
| 2001                                         | 20                                           | 23                                           | 119                                          | 205                                          |
| 2011                                         | 8                                            | 11                                           | 94                                           | 188                                          |
| 2021                                         | 6                                            | 5                                            | 67                                           | 156                                          |

## Património
- Basílica de Santo Cristo do Outeiro - Construída no século XVII e monumento nacional desde 1927, a Basílica Menor de Santo Cristo de Outeiro, distingue-se pela simetria e equilíbrio de proporções.
- Igreja Matriz de Outeiro ou Igreja de Nossa Senhora da Assunção de Outeiro
- Cruzeiro do Outeiro
- Pelourinho do Outeiro
- Fortaleza do Outeiro